# Capnura intermontana
Capnura intermontana är en bäcksländeart som beskrevs av Nelson, C.R. och Baumann 1987. Capnura intermontana ingår i släktet Capnura och familjen småbäcksländor. Inga underarter finns listade i Catalogue of Life.